# Beatriz Escudero
Beatriz Álvarez Escudero, conocida como Beatriz Escudero (La Felguera, Asturias, 16 de noviembre de 1950), es una actriz y cantante española.

## Biografía
Estudió bachillerato en el colegio de las Ursulinas y posteriormente derecho en la universidad de Oviedo.
Su vena artística le llevó a subrise a un escenario y la primera vez que lo hizo fue nada menos que interpretando a Shakespeare en La fierecilla domada. Continuó su carrera teatral hasta bien entrada la década de 1970 y así, en 1975 estrenó en el Teatro de la Comedia de Madrid, El afán de cada noche, de Pedro Gil Paradela, junto a Mary Paz Pondal.
Su debut ante las cámaras fue en el programa concurso de Televisión Española Un, dos, tres... responda otra vez, del que fue azafata durante la segunda etapa, entre los años 1976 y 1977.
Posteriormente, en el otoño de 1976, iniciaría su carrera musical de la mano de otra de las azafatas del programa, María Duran y de Mayra Gómez Kemp, formando el Trío Acuario, conjunto musical de cierta repercusión en su época y en el que permaneció hasta 1980.
Inmediatamente después, intervino en la obra de teatro Barba Azul y sus mujeres, de Juan José Alonso Millán, junto a Manolo Gómez Bur.
Se había iniciado en el cine en 1976, con un pequeño papel en la película El Libro del Buen Amor II, pero no sería hasta finales de la década cuando iniciase una trayectoria cinematográfica plagada de títulos de escasa calidad, muchos de ellos protagonizados por el dúo Andrés Pajares y Fernando Esteso, y en los que Beatriz solía aparecer en escenas de desnudo integral, como era habitual entre otras muchas actrices de la época en el llamado cine de destape. 
En 1984 se retiró definitivamente del espectáculo. Sin embargo, no dejó el mundo de la TV ya que durante los años 90 fue ayudante de realización de diferentes programas de Antena 3 TV como De tú a tú, presentado por Nieves Herrero o diferentes galas de la cadena.
Estuvo casada con el actor y realizador de TVE Javier Sandoval, de quien se divorció en el año 1983. El 27 de enero de 1984 contrajo matrimonio civil con el industrial tinerfeño Juan Rumeu, del que se divorció tres años después.
Su última aparición en televisión fue el 31 de octubre de 2009 en el programa de Telecinco ¡Qué tiempo tan feliz!, con motivo del homenaje que hicieron a Mayra Gómez Kemp.

## Filmografía
- El libro del buen amor II (1976)
- Haz la loca... no la guerra (1976)
- Las delicias de los verdes años (1976)
- Crónicas del bromuro (1980)
- El divorcio que viene (1980)
- El primer divorcio (1981)
- Todos al suelo (1981)
- Adulterio nacional (1982)
- Los autonómicos (1982)
- El hijo del cura (1982)
- La bestia y la espada mágica (1983)
- J.R. contraataca  (1983)
- El currante (1983)
- Agítese antes de usarla (1983)